# マグヌス・アウスゲイルソン
マグヌス・アウスゲイルソン（アイスランド語:Magnús Ásgeirsson、1901年11月9日 - 1955年7月30日)は、アイスランドの翻訳家、詩人

## 概要
マグヌスは終生、図書館員として働きスウェーデンの詩人グスタフ・フレーディング（sv:Gustaf Fröding）やノルウェーの詩人ノルダール・グリーグ（en:Nordahl Grieg）などの北欧の詩人から、11世紀から12世紀のペルシャの詩人ウマル・ハイヤームなど15か国、100人以上の詩人の作品をアイスランド詩の技法を駆使した名訳で紹介した。レフ・トルストイやパール・S・バックなどの小説も翻訳した。
マグヌス自身も新ロマン派詩人として詩集を残し、トーマス・グズムンドソンと共に文芸誌『ヘルガフェトル』（Helgafell、1942～46）『新ヘルガフェトル』（Nýtt Helgfell、1956～59）の編集を手掛けた。